# Gunungiella tanduk
Gunungiella tanduk är en nattsländeart som beskrevs av Huisman 1993. Gunungiella tanduk ingår i släktet Gunungiella och familjen stengömmenattsländor. Inga underarter finns listade i Catalogue of Life.